# Gewöhnlicher Wasserhahnenfuß
Der Gewöhnliche Wasserhahnenfuß (Ranunculus aquatilis) ist eine Pflanzenart aus der Gattung Hahnenfuß (Ranunculus aquatilis) innerhalb der Familie der Hahnenfußgewächse (Ranunculaceae).

## Beschreibung

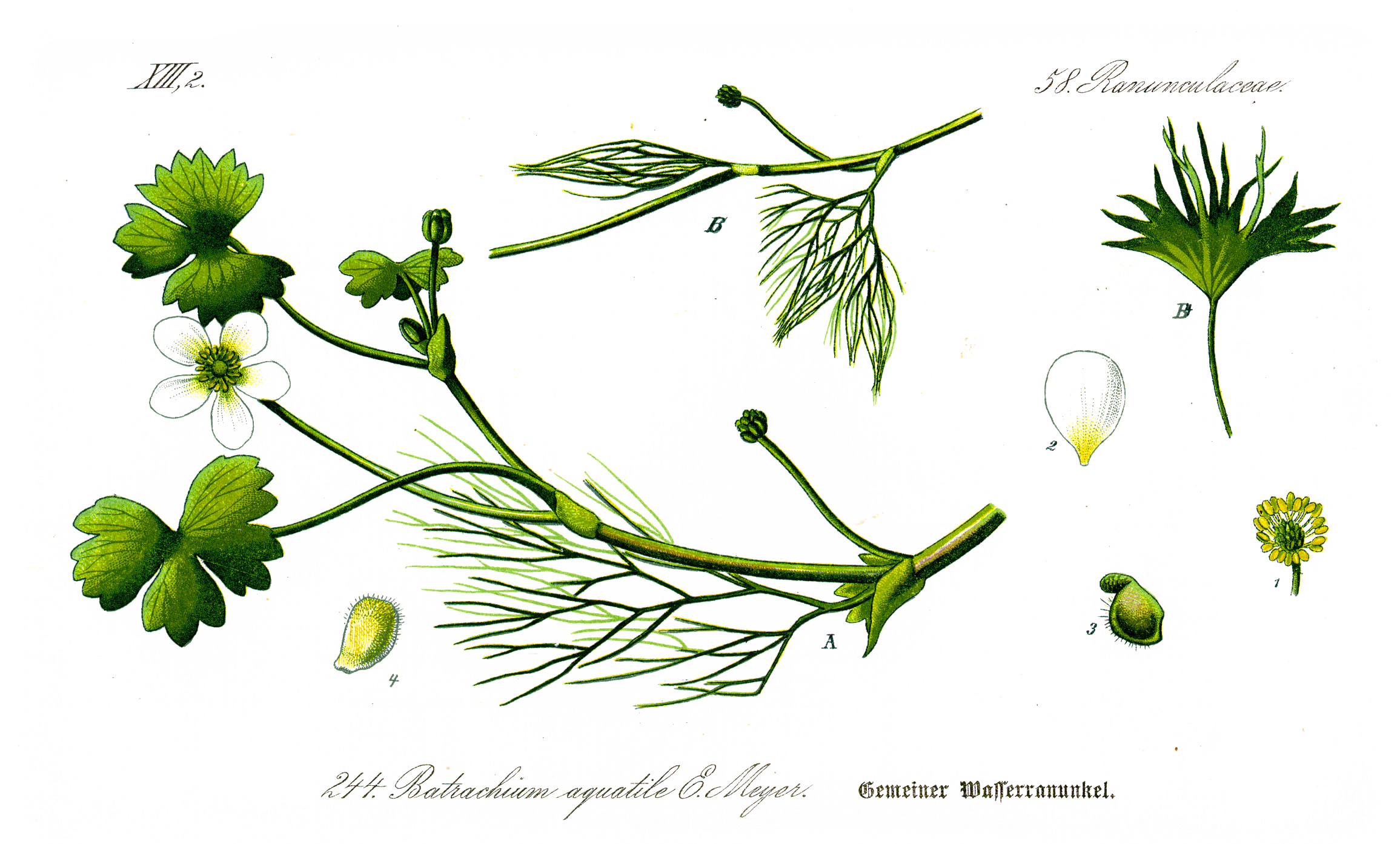
Illustration

### Habitus und Blätter
Der Gewöhnliche Wasserhahnenfuß wächst amphibisch als ausdauernde krautige Pflanze. In tiefem Wasser werden bis zu 2 Meter lange Sprossachsen gebildet. Die Landform ist sehr niedrigwüchsig. Die Schwimmblätter sind tief gezähnt, nierenförmig (können gelegentlich fehlen; manchmal unregelmäßig geformte Übergangsblätter), die dreieckigen Nebenblätter sind zu drei Vierteln oder mehr ihrer Länge mit dem Blattstiel verwachsen. Die Tauchblätter sind haarfein zerteilt/gabelspaltig (immer vorhanden).

### Blüten
Die Blütezeit reicht von April bis September. Die zwittrigen Blüten sind radiärsymmetrisch. Die fünf weißen, haltbaren Kronblätter sind am Grund gelb und 5 bis 10 Millimeter lang. Die Nektardrüsen sind rund bis becherförmig. Pro Blüte gibt es 14 bis 22 Staubblätter.
Der Fruchtstiel ist kürzer als der Stiel des gegenüberliegenden Schwimmblattes. Es werden meist 32 bis 36 (extrem: 21 bis 49) zunächst behaarte, später teilweise verkahlende Nüsschen pro Blüte gebildet.

### Chromosomensatz
Es liegt Hexaploidie mit einer Chromosomenzahl von 2n = 48 vor.

## Inhaltsstoffe
Wie alle Ranunculus-Arten ist der Gewöhnliche Wasserhahnenfuß giftig.

## Vorkommen
Der Gewöhnliche Wasserhahnenfuß hat Vorkommen in Schwimmblattgesellschaften stehender oder langsam fließender, meist basenreicher, meso- bis eutropher, schlammiger, aber nicht stark belasteter Gewässer, besonders in Gräben, auch in Teichen und Tümpeln. Die Verbreitung in Mitteleuropa ist unzureichend bekannt, da es sich um eine bestimmungskritische Sippe handelt (siehe unten). Anders als der Name „Gewöhnlicher Wasserhahnenfuß“ vorspiegelt, ist diese Art eher zerstreut und kommt beispielsweise weit weniger häufig vor als der ähnliche Schild-Wasserhahnenfuß oder der Pinselblättrige Wasserhahnenfuß. Im gewässerreicheren Tiefland sind naturgemäß mehr Fundorte vorhanden als im Hügel- und Bergland. Die Art ist eine Charakterpflanze der Ordnung Potamogetonetalia und kommt vor allem in Gesellschaften des Verbands Nymphaeion vor. Sie gedeiht bis zu einer Wassertiefe von 1 bis 1,5 Metern. Ranunculus aquatilis steigt im Himalaja bis zu einer Höhenlage von 5100 Metern auf.
Die ökologischen Zeigerwerte nach Landolt et al. 2010 sind in der Schweiz: Feuchtezahl F = 5v (unter Wasser), Lichtzahl L = 4 (hell), Reaktionszahl R = 4 (neutral bis basisch), Temperaturzahl T = 4 (kollin), Nährstoffzahl N = 2 (nährstoffarm), Kontinentalitätszahl K = 2 (subozeanisch).

## Verwechslungsarten
Es gibt mehrere, teilweise sehr ähnliche weißblühende Ranunculus-Arten mit Vorkommen in Gewässern. Darüber hinaus kann es durch zahlreiche Bastarde zwischen diesen zum völligen Verwischen der Artgrenzen kommen. Sehr ähnlich ist insbesondere:

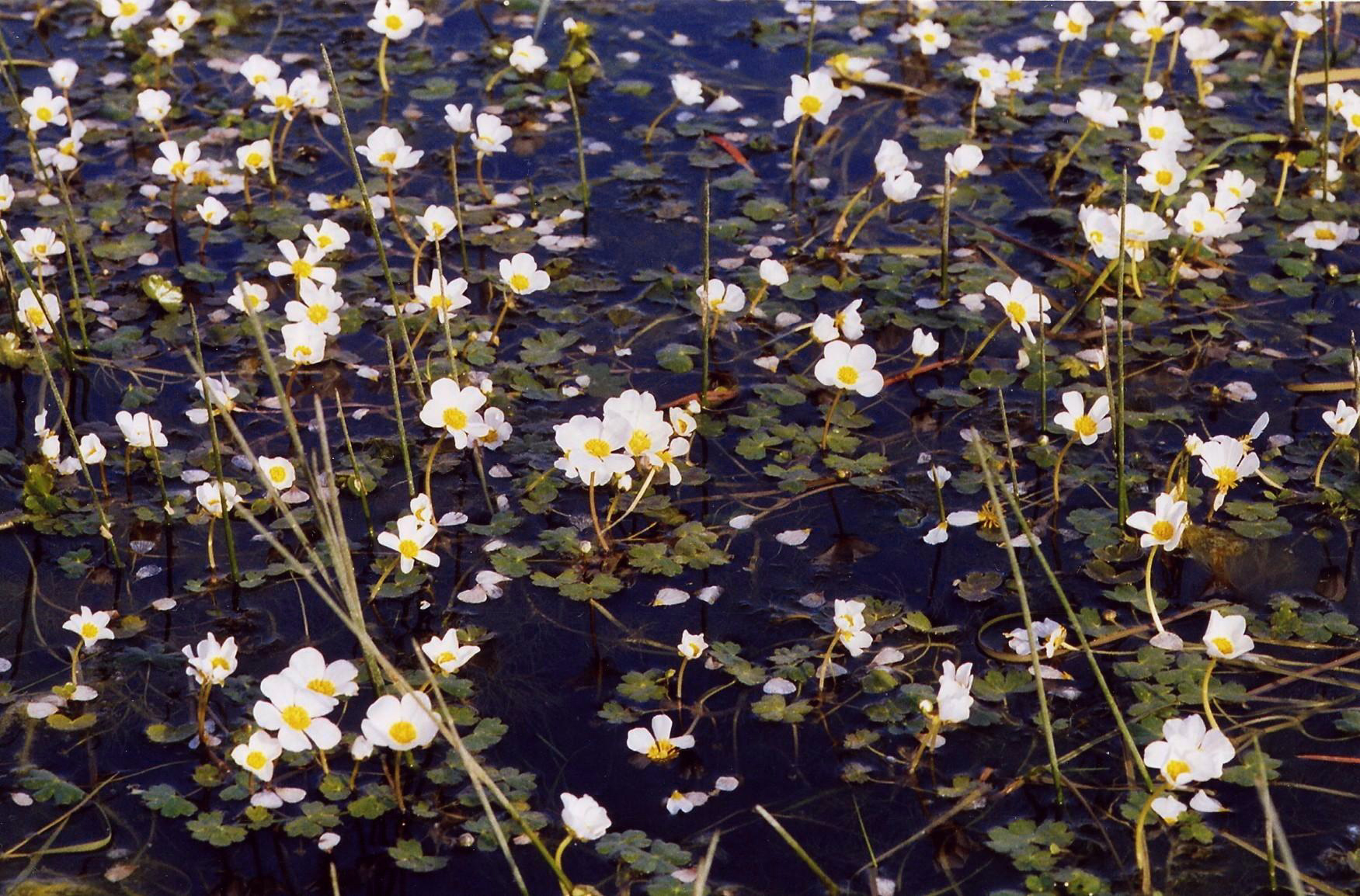
Wasserhahnenfuß (Ranunculus aquatilis agg.; beachte: hier keine Bestimmung bis zur Artebene)

- Schild-Wasserhahnenfuß (Ranunculus peltatus Schrank), 
 mit den Unterarten Ranunculus peltatus subsp. peltatus, Ranunculus peltatus subsp. baudotii (Godr.) Meikle ex C.D.K.Cook (Salz-Wasserhahnenfuß), Ranunculus peltatus subsp. fucoides (Freyn) Muñoz Garm. und Ranunculus peltatus subsp. sphaerospermus;

aber auch die Arten:
- Spreizender Wasserhahnenfuß (Ranunculus circinatus Sibth.)
- Flutender Wasserhahnenfuß (Ranunculus fluitans Lam.)
- Reinweißer Wasserhahnenfuß (Ranunculus ololeucos Lloyd)
- Pinselblättriger Wasserhahnenfuß (Ranunculus penicillatus (Dum.) Bab.), 
 mit den Unterarten Ranunculus penicillatus subsp. penicillatus und Ranunculus penicillatus subsp. pseudofluitans (Syme) S.D.Webster
- Rions Wasserhahnenfuß (Ranunculus rionii Lagger)
- Haarblättriger Wasserhahnenfuß (Ranunculus trichophyllus Chaix),

ferner:
- Efeublättriger Wasserhahnenfuß (Ranunculus hederaceus L.)

Wegen der Bestimmungsproblematik erfolgt in floristischen Atlanten oft eine Zusammenfassung der Arten Ranunculus aquatilis, Ranunculus ololeucos, Ranunculus peltatus, Ranunculus penicillatus und Ranunculus trichophyllus zu einer Sammelart „Ranunculus aquatilis agg.“ (agg. = Aggregat) – diese darf hinsichtlich der Verbreitung und Häufigkeit nicht mit der Art „Ranunculus aquatilis s.str.“ verwechselt bzw. gleichgesetzt werden.

## Taxonomie
Die Erstveröffentlichung von Ranunculus aquatilis erfolgte 1753 durch Carl von Linné in Species Plantarum, Tomus I, Seite 556.
Aufgrund der Bestimmungsproblematik existiert eine Vielzahl von Synonymen für Ranunculus aquatilis L.: Batrachium aquatile (L.) Dumort., Batrachium carinatum Schur, Batrachium radians (Revel) Des Moul., Batrachium gilibertii Krecz., Batrachium mongolicum (Krylov) Krecz., Ranunculus heterophyllus Weber, Ranunculus aquatilis var. heterophyllus (Weber) DC., Ranunculus radians Revel, Ranunculus acutilobus Merino, Ranunculus longifolius (Rossm.) Hegi, Ranunculus trichophyllus subsp. radians (Revel) Jáv., Ranunculus aquatilis subsp. mongolicus Krylov, Ranunculus flaccidus var. radians (Revel) Schinz & R.Keller, Ranunculus heleophilus Arv.-Touv.

## Nutzung
Der Gewöhnliche Wasserhahnenfuß wird selten als Zierpflanze für Gartenteiche genutzt. Der Gewöhnliche Wasserhahnenfuß ist mindestens seit 1789 in Kultur. Als Heilpflanze im Mittelalter, die lateinisch Apium silvestre (auch Apium risus und „Wilder Eppich“ genannt) genannt wurde, kann neben anderen Hahnenfußarten auch der Gewöhnliche Wasserhahnenfuß gemeint gewesen sein.